# AMX-VCI

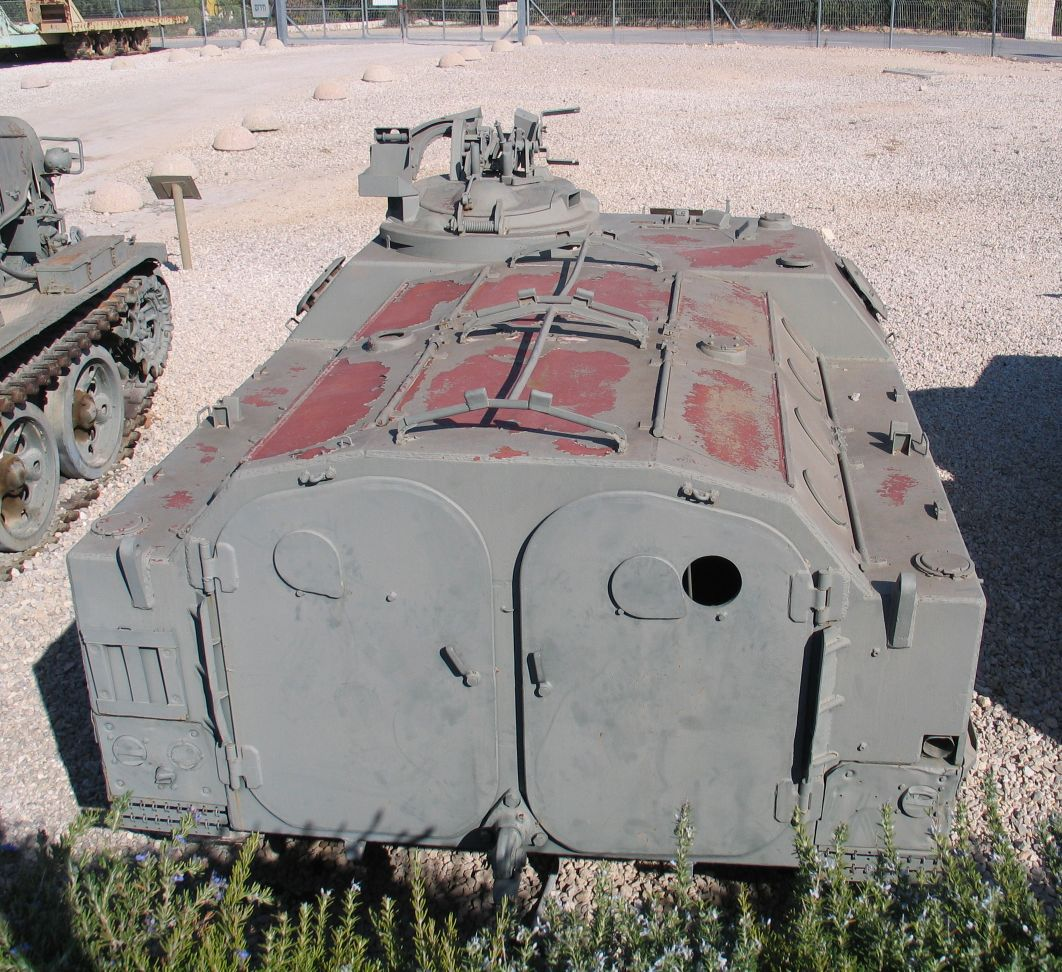
Heckansicht des Modèle B

Der AMX-VCI (Vehicule de Combat d' Infanterie) war ein Schützenpanzer (gelegentlich auch als AMX-VTP – Vehicule du Transport de Personnel bezeichnet) aus französischer Fertigung, der auch von anderen Staaten eingesetzt wurde.
Forderungen des französischen Militärs nach einem Nachfolgemodell des sich noch im Gebrauch befindlichen amerikanischem M-3-Halbkettenfahrzeuges führten im Jahre 1955 zum Beginn der Entwicklungsarbeiten für den AMX-VTP.
Den Auftrag erhielt die Firma „Atelier de Construction Roanne“, die das erste Fahrzeug 1960 auslieferte. Insgesamt wurden 3566 Exemplare hergestellt, davon wurden 1883 an Belgien und die Niederlande geliefert. In Frankreich  wurde der AMX-VTP ab 1973 durch den AMX-10 ersetzt.

## Beschreibung
Aus Gründen der Effizienz verwendete man das Fahrgestell des Jagdpanzers AMX-13, dessen Wanne um 90 cm nach hinten verlängert wurde und einen kastenförmigen Aufbau erhielt. Dieser war zu etwa 2/3 vertikal ausgeführt, wobei das obere Drittel eine sich nach innen bis zum Dach verlaufende Schräge bildete. Im Dach befanden sich zwei hintereinander angeordnete Klappen, die der Länge nach geteilt waren und die gegeneinander aufgestellt werden konnten. Seitlich waren auf jeder Seite vier Ausschussöffnungen für die Gewehre der Infanteristen eingelassen. Im Heck hatte das Fahrzeug zwei sich nach außen öffnende Schwenktüren, in diesen befanden sich ebenfalls je eine Ausschussöffnung für die beiden hinteren Infanteristen. Der Fahrer saß vorne links, hinter ihm der Maschinengewehrschütze. Rechts davon saß der Kommandant des Fahrzeuges. Im Mannschaftsraum saßen zehn Infanteristen Rücken an Rücken. Motor und Getriebe befanden sich vorne rechts in der Wanne neben dem Fahrer. Diese vorderste Abteilung war nach hinten hin abgeschottet. Die Fahrerluke besaß drei Winkelspiegel, deren mittlerer gegen ein Infrarot-Nachtsichtgerät ausgetauscht werden konnte. 
Der Panzer verfügte über Frontantrieb und war mit einer ungespannten Scharnierkette ausgestattet. Die fünf Laufrollen waren gummigepolstert, ebenso die Kette, die als Kombikette konstruiert war und aus je 85 Kettengliedern bestand. Auf der vordersten und hintersten Laufrolle saß zusätzlich ein hydraulischer Stoßdämpfer. Es waren vier Stützrollen vorhanden. Die Panzerung bot Schutz gegen Infanteriewaffenbeschuss und Splitterwirkung. 
Die Bewaffnung der ersten Version des Schützenpanzers bestand aus einem kleinen Turm, in dem ein Maschinengewehr vom Kaliber 7,62 mm untergebracht war. Der Turm wurde in der nachfolgenden Version entfernt und das Maschinengewehr gegen ein 12,7-mm-Maschinengewehr Browning M2 in einer offenen Ringlafette ausgetauscht. Die letzte Version des Schützenpanzers erhielt dann wieder einen flachen Turm mit sechs Winkelspiegeln und einer extern angeordneten, von innen zu richtenden 20-mm-Maschinenkanone.
Das Fahrzeug verfügte in der Grundversion über keinen ABC-Schutz. Die Watfähigkeit beschränkte sich auf 1,0 Meter.

### AMX-13 VTT
Soweit die Fahrzeuge mit dem Turm CAFL 38 mit einem 7,5-mm-Maschinengewehr (Arme Automatique Modèle 1952) oder einer gepanzerten Lafette Giat CB 127 mit einem Browning M2 ausgestattet waren, wurden sie als AMX-13 VTT (véhicule de transport de troupe) bezeichnet.

## Modellvarianten
Auf dem VTP-Fahrgestell wurden insgesamt elf Versionen gefertigt: 
- Modèle A: Schützenpanzer AMX-VCI mit 7,62-mm-MG im Drehturm
- Modèle B: Schützenpanzer AMX-VCI mit 12,7-mm-MG in Ringlafette
- Modèle C: Schützenpanzer / Kommandopanzer AMX-VCI mit 20-mm-Bordkanone
- Modèle D: Artillerie-Feuerleit-Fahrzeug
- Modèle E: Mörserträger
- Modèle F: Raketenjagdpanzer mit ENTAC
- Modèle G: Bergepanzer
- Modèle H: Pionierpanzer mit Kran, Räumschild und Winde
- Modèle J: Raketenjagdpanzer mit SS-11
- Modèle K: Raketenjagdpanzer TOW (Niederlande)
- Modèle L: Artillerie-Radarträger

## Bemerkungen
1. ↑   Bei der belgischen Armee war der Bordschütze gleichzeitig Fahrzeugkommandant, rechts neben ihm war der Führer der Schützengruppe untergebracht
2. ↑   d. h. die Kettenpolster konnten entfernt werden, sodass die Kette dadurch zur Gefechtskette wurde